# ESICS
L'ESICS dont le sigle signifie École Supérieure de l'Innovation, de la Conception et de la Simulation est une école privée supérieure, créée par Monsieur Dominique Barré en 1999. Implantée à La Rochelle dans le campus des Minimes elle se destine à la formation des spécialistes en bureau d'études de tous niveaux.

## Une école entièrement destinée aux bureaux d'études
Mentionnée dans le célèbre Guide de l'Étudiant elle recrute sur la France entière.
C'est l'unique structure de formation supérieure de ce genre existante dans toute la région Poitou-Charentes. Depuis sa création en 1999, elle se distingue par son enseignement individualisé et personnalisé, et son admission permanente tout au long de l'année basé essentiellement sur le modèle du travail en Bureaux d'études" et 
Située dans le Village informatique à proximité du campus de La Rochelle, cette école assure un enseignement en cycle continu ou en alternance à environ une centaine d'étudiants.
Chaque année des nouveaux programmes complémentaires viennent étoffer l'offre de formation de l'École.

## Les formations
Cet établissement qui travaille en étroite collaboration avec les entreprises industrielles a pour objectif de former des étudiants ayant acquis "la maîtrise d'un haut niveau de l'outil informatique" et oriente ses enseignements dans quatre secteurs de l'activité industrielle :
- la conception mécanique (automobile, aéronautique) ;
- l'architecture du bâtiment ;
- l'architecture navale ;
- les structures métalliques.

Depuis son implantation à La Rochelle, l'ESICS a acquis une solide notoriété dans le milieu industriel non seulement pour la qualité de sa formation mais aussi pour le recrutement où « avec un taux de placement en entreprise de 92 %, l'ESICS forme des spécialistes en bureau d'études dans tous les secteurs de l'industrie ».
La formation est organisée d'une manière efficace permettant aux étudiants de se retrouver dans une ambiance de bureaux d'études reconstituée disposant d'outils modernes pour la conception assistée par ordinateur (CAO).
Les formations de l'établissement sont au nombre de 24 et sont sanctionnées par plusieurs diplômes supérieurs :
- Certificats de Qualification Paritaires de la Métallurgie - CQPM :

(L'accès à cet enseignement se fait sur l'admission de candidats ayant le niveau BAC à BAC+2.)
- Dessinateur Préparateur en Construction Métallique (niv 4 anc IV)
- Technicien d'Études Assistées par Ordinateur TEAO (niv 4 anc IV)
- Assistant de Conduite de Projets Industriels (niv 4 anc IV)
- Technicien des Méthodes d'Industrialisation et de Gestion de la Production (niv 5 anc III)
- Chargé de Projets en Conception Mécanique Assistée par Ordinateur (niv 5 anc III)
- Concepteur en Architecture Mécanique Assistée par Ordinateur CAMAO (niv 5 anc III)

- Spécialisations Bureaux d'Études en CAO : (Dans les Domaines de la Construction mécanique - Conception en Structure Métallique - Conception en Architecture Navale)
- Dessinateur Petites Études (niv CAP – BEP)
- Dessinateur d'Études année 1
- Dessinateur d’Études année 2 (niv 4 anc IV)
- Concepteur Projeteur année 1
- Concepteur Projeteur année 2 (niv 5 anc III)
- Administrateur Système CAO (niv 5 anc III)
- Chargé de Projets en CAO (niv 6 anc II)
- Gestion de Bureaux d’Études (Chef Bureaux d’Études) (niv 6 anc II)

- Architecture Bâtiment et Construction Métallique :
- Technicien d’Etudes du Bâtiment Option Dessin de Projet – TEBDP (niv 4 anc IV)
- Dessinateur Projeteur en Béton Armé – DPBA (niv 5 anc III)
- Dessinateur d’Ouvrages de Métallerie - DOM (niv 4 anc IV)
- Technicien Supérieur d’Etudes en Construction Métallique - TSECM (niv 5 anc III)

Niveau de correspondance des qualifications et diplômes décret 2019-14 du 8 janvier 2019 :
niv = niveau actuellement dénommé depuis le 8 janvier 2019;
anc = niveau anciennement dénommé avant le 8 janvier 2019